# Liste du patrimoine mondial en Italie

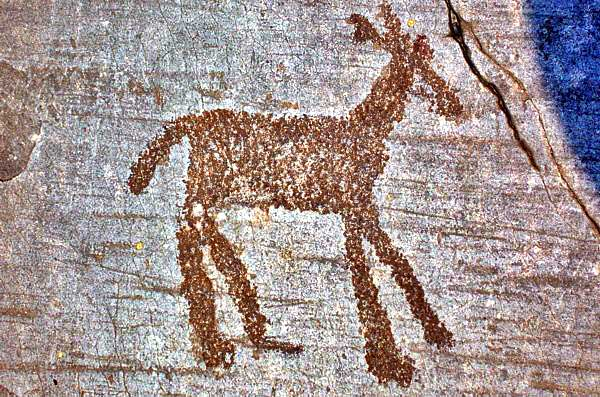
Un pétroglyphe de l'art rupestre du Valcamonica, le premier site italien inscrit au patrimoine mondial, en 1979.

Cet article recense les biens inscrits au patrimoine mondial en Italie.

## Statistiques

Carte du patrimoine mondial en Italie (2021).

L'Italie ratifie la Convention pour la protection du patrimoine mondial, culturel et naturel le 23 juin 1978. Le premier bien protégé est inscrit en 1979 lors de la 3e session du Comité du patrimoine mondial.
En 2025, l'Italie compte 61 biens inscrits au patrimoine mondial, dont 55 culturels et 6 naturels : il s'agit à cette date du pays le plus doté en biens inscrits, devant la Chine (60 biens) et l'Allemagne (54 biens). 7 biens sont transfrontaliers.
Certains de ces biens concernent plusieurs sites distincts. Le bien « Mantoue et Sabbioneta », par exemple, possède deux zones géographiques séparées : Mantoue et Sabbioneta. Les villas et jardins des Médicis en Toscane concernent 25 lieux distincts. Au total, l'Italie possède ainsi 244 sites spéficiquement inscrits au patrimoine mondial. Certains de ces sites recouvrent eux-mêmes plusieurs lieux : les cycles de fresques du XIVe siècle à Padoue, par exemple, comprennent un site intitulé « palazzo della Ragione, chapelle des Cararesi (it), baptistère de la cathédrale », soit trois fresques dans trois édifices distincts.
En 2025, l'Italie a également soumis 30 biens à la liste indicative : 19 culturels, 8 naturels et 3 mixtes. Là encore, ces biens peuvent concerner plusieurs sites distincts.

## Listes

### Patrimoine mondial
Les biens suivants sont inscrits au patrimoine mondial :
| Id.  | Site | Région                                                                   | Année | Superficie (ha) | Critères et notes | Coordonnées | Illus. |
| ---- | --- | ------------------------------------------------------------------------ | ----- | --------------- | --- | --- | ------ |
| 94   | Art rupestre du Valcamonica | Lombardie                                                                | 1979  | 432             | Culturel, (iii), (vi) | 45° 57′ 25″ nord, 10° 17′ 49″ est |        |
| 990  | Assise, la Basilique de San Francesco et autres sites franciscains                                                                                    | Ombrie                                                                   | 2000  | 14 563          | Culturel, (i), (ii), (iii), (iv), (vi) | 43° 03′ 58″ nord, 12° 37′ 19″ est |        |
| 398  | Castel del Monte | Pouilles                                                                 | 1996  | 3,1             | Culturel, (i), (ii), (iii) | 41° 05′ 06″ nord, 16° 16′ 16″ est |        |
| 827  | Cathédrale, Torre Civica et Piazza Grande, Modène | Émilie-Romagne                                                           | 1997  | 1,2             | Culturel, (i), (ii), (iii), (iv) | 44° 38′ 46″ nord, 10° 55′ 34″ est |        |
| 174  | Centre historique de Florence | Toscane                                                                  | 1982  | 505             | Culturel, (i), (ii), (iii), (iv), (vi) | 43° 46′ 23″ nord, 11° 15′ 22″ est |        |
| 789  | Centre historique de Pienza | Toscane                                                                  | 1996  | 4,41            | Culturel, (i), (ii), (iv) | 43° 04′ 37″ nord, 11° 40′ 44″ est |        |
| 726  | Centre historique de Naples | Campanie                                                                 | 1995  | 1 021           | Culturel, (ii), (iv) 4 sites distincts : centre historique de Naples, district de Villa Manzo et Santa Maria della Consolazione, Marechiaro, district de Casale et Santo Strato | 40° 51′ 04″ nord, 14° 15′ 47″ est |        |
| 91   | Centre historique de Rome, les biens du Saint-Siège situés dans cette ville bénéficiant des droits d'extra-territorialité et Saint-Paul-hors-les-Murs | Latium                                                                   | 1980  | 1 485           | Culturel, (i), (ii), (iii), (iv), (vi) Site transfrontalier avec le Vatican | 41° 53′ 24″ nord, 12° 29′ 31″ est |        |
| 550  | Centre historique de San Gimignano | Toscane                                                                  | 1990  | 14              | Culturel, (i), (iii), (iv) | 43° 28′ 05″ nord, 11° 02′ 31″ est |        |
| 717  | Centre historique de Sienne | Toscane                                                                  | 1995  | 170             | Culturel, (i), (ii), (iv) | 43° 19′ 08″ nord, 11° 19′ 55″ est |        |
| 828  | Centre historique d'Urbino | Marches                                                                  | 1998  | 29              | Culturel, (ii), (iv) | 43° 43′ 30″ nord, 12° 37′ 59″ est |        |
| 1276 | Chemin de fer rhétique dans les paysages de l'Albula et de la Bernina                                                                                 | Lombardie                                                                | 2008  | 152             | Culturel, (ii), (iv) Site transfrontalier avec la Suisse | 46° 29′ 53″ nord, 9° 50′ 46″ est |        |
| 830  | Côte amalfitaine | Campanie                                                                 | 1997  | 11 231          | Culturel, (ii), (iv), (v) | 40° 39′ nord, 14° 36′ est |        |
| 730  | Crespi d'Adda | Lombardie                                                                | 1995  |                 | Culturel, (iv), (v) | 45° 35′ 35″ nord, 9° 32′ 17″ est |        |
| 1623 | Cycles de fresques du XIVe siècle à Padoue | Vénétie                                                                  | 2021  | 19,96           | Culturel, (ii) Ensemble de 8 sites : chapelle des Scrovegni, église des Érémitiques, palazzo della Ragione, chapelle des Carraresi (it), baptistère de la cathédrale, basilique et monastère Saint-Antoine, oratoire Saint-Georges, oratoire Saint-Michel (it) | 45° 24′ 42,8″ nord, 11° 52′ 46,6″ est |        |
| 733  | Ferrare, ville de la Renaissance, et son delta du Pô                                                                                                  | Émilie-Romagne                                                           | 1995  | 46 712          | Culturel, (ii), (iii), (iv), (v), (vi) | 44° 50′ 17″ nord, 11° 37′ 08″ est |        |
| 1211 | Gênes, les Strade Nuove et le système des palais des Rolli                                                                                            | Ligurie                                                                  | 2006  | 16              | Culturel, (ii), (iv) | 44° 24′ 43″ nord, 8° 55′ 52″ est |        |
| 1538 | Ivrée, cité industrielle du XXe siècle | Piémont                                                                  | 2018  | 71,185          | Culturel, (iv) | 45° 27′ 25″ nord, 7° 52′ 16″ est |        |
| 824  | Jardin botanique (Orto botanico), Padoue | Vénétie                                                                  | 1997  |                 | Culturel, (ii), (iii) | 45° 23′ 56″ nord, 11° 52′ 52″ est |        |
| 93   | L'église et le couvent dominicain de Santa Maria delle Grazie avec La Cène de Léonard de Vinci                                                        | Lombardie                                                                | 1980  | 1,5             | Culturel, (i), (ii) | 45° 27′ 58″ nord, 9° 10′ 16″ est |        |
| 1571 | Les collines du Prosecco de Conegliano et Valdobbiadene                                                                                               | Vénétie                                                                  | 2019  | 20 334,2        | Culturel, (v) | 45° 53′ nord, 11° 59′ est |        |
| 1613 | Les grandes villes d'eaux d'Europe | Toscane                                                                  | 2021  |                 | Culturel, (ii), (iii) Site transfontalier avec l'Allemagne, l'Autriche, la Belgique, la France, le Royaume-Uni et la Tchéquie. 1 site en Italie : Montecatini Terme. | 43° 53′ 04″ nord, 10° 46′ 28″ est |        |
| 1318 | Les Lombards en Italie. Lieux de pouvoir (568-774 après J.-C.)                                                                                        | Apulie, Campanie, Frioul-Vénétie Julienne, Lombardie, Ombrie             | 2011  | 14              | Culturel, (ii), (iii), (vi) 7 sites : Bénévent, Brescia, Campello sul Clitunno, Castelseprio, Frioul, Monte Sant'Angelo, Spolète | 46° 05′ 38″ nord, 13° 25′ 59″ est |        |
| 1650 | Les portiques de Bologne | Émilie-Romagne                                                           | 2021  | 52,18           | Culturel, (iv) Comprend 12 sites : Santa Caterina e Saragozza, Santo Stefano e Mercanzia (it), Galliera, Baraccano, Pavaglione, Banchi e Piazza Maggiore, San Luca, Università e Accademia, Certosa, Piazza Cavour (Bologne) (it), Farini e Minghetti (it), Strada Maggiore, MamBo (it), Treno della Barca | 44° 29′ 29″ nord, 11° 19′ 58″ est |        |
| 670  | Les Sassi et le parc des églises rupestres de Matera                                                                                                  | Basilicate                                                               | 1993  | 1 016           | Culturel, (iii), (iv), (v) | 40° 39′ 58″ nord, 16° 36′ 36″ est |        |
| 787  | Les trulli d'Alberobello | Pouilles                                                                 | 1996  | 11              | Culturel, (iii), (iv), (v) | 40° 46′ 59″ nord, 17° 14′ 13″ est |        |
| 1287 | Mantoue et Sabbioneta | Lombardie                                                                | 2008  | 235             | Culturel, (ii), (iii) | 45° 09′ 32″ nord, 10° 47′ 38″ est |        |
| 788  | Monuments paléochrétiens de Ravenne | Émilie-Romagne                                                           | 1996  | 1,32            | Culturel, (i), (ii), (iii), (iv) Mausolées de Galla Placidia et de Théodoric ; basiliques Saint-Vital, Sant'Apollinare nuovo et Sant'Apollinare in Classe ; baptistères des Orthodoxes et des Ariens ; chapelle archiépiscopale | 44° 25′ 12″ nord, 12° 11′ 46″ est |        |
| 1158 | Nécropoles étrusques de Cerveteri et de Tarquinia | Latium                                                                   | 2004  | 327             | Culturel, (i), (iii), (iv) | 42° 00′ 25″ nord, 12° 06′ 07″ est |        |
| 1533 | Ouvrages de défense vénitiens du XVIe siècle au XVIIe siècle : Stato da Terra - Stato da Mar occidental                                               | Frioul-Vénétie Julienne, Lombardie, Vénétie                              | 2017  | 378,37          | Culturel, (iii), (iv) Site transfontalier avec la Croatie et le Monténégro. 3 sites en Italie : cité fortifiée de Bergame, cité fortifiée de Peschiera del Garda (it), forteresse de Palmanova. | 45° 42′ 12,63″ nord, 9° 39′ 49,18″ est 45° 26′ 18,03″ nord, 10° 41′ 39,55″ est 45° 54′ 22,14″ nord, 13° 18′ 35,61″ est |        |
| 549  | Palais royal du XVIIIe siècle de Caserte avec le parc, l'aqueduc de Vanvitelli et l'ensemble de San Leucio                                            | Campanie                                                                 | 1997  | 87              | Culturel, (i), (ii), (iii), (iv) | 41° 04′ 23″ nord, 14° 19′ 34″ est |        |
| 1487 | Palerme arabo-normande et les cathédrales de Cefalú et Monreale                                                                                       | Sicile                                                                   | 2015  | 6,24            | Culturel, (i), (ii), (iv) Cathédrales de Cefalù et Monreale et Palerme, chapelle palatine, églises San Cataldo, Saint-Jean des Ermites et de la Martorana, palais de la Cuba, des Normands et de la Zisa | 38° 06′ 40″ nord, 13° 21′ 11″ est |        |
| 842  | Parc national du Cilento et du Vallo Diano, avec les sites archéologiques de Paestum et Velia et la Chartreuse de Padula                              | Campanie                                                                 | 1998  | 159 110         | Culturel, (iii), (iv) | 40° 16′ 59″ nord, 15° 16′ 01″ est |        |
| 1390 | Paysage viticole du Piémont : Langhe, Roero et Montferrat                                                                                             | Piémont                                                                  | 2014  | 10 789          | Culturel, (iii), (v) | 44° 36′ 31″ nord, 7° 57′ 49″ est |        |
| 395  | Piazza del Duomo à Pise | Toscane                                                                  | 1987  | 8,87            | Culturel, (i), (ii), (iv), (vi) | 43° 43′ 23″ nord, 10° 23′ 46″ est |        |
| 826  | Portovenere, Cinque Terre et les îles (Palmaria, Tino et Tinetto)                                                                                     | Ligurie                                                                  | 1997  | 4 689           | Culturel, (ii), (iv), (v) | 44° 06′ 25″ nord, 9° 43′ 44″ est |        |
| 823  | Résidences des Savoie | Piémont                                                                  | 1997  | 371             | Culturel, (i), (ii), (iv), (v) | 45° 04′ 23″ nord, 7° 41′ 10″ est |        |
| 1068 | Sacri Monti du Piémont et de Lombardie | Lombardie, Piémont                                                       | 2003  | 91              | Culturel, (ii), (iv) Monts sacrés de Belmonte, Crea, Domodossola, Oropa, Ossuccio, Orta, Sainte Trinité de Ghiffa, Varallo et Varèse | 45° 58′ 30″ nord, 9° 10′ 12″ est |        |
| 1363 | Sites palafittiques préhistoriques autour des Alpes                                                                                                   | Frioul-Vénétie Julienne, Lombardie, Piémont, Trentin-Haut-Adige, Vénétie | 2011  | 274             | Culturel, (iv), (v) Site transfrontalier avec l'Allemagne, l'Autriche, la France, la Slovénie et la Suisse. 19 sites en Italie : Bande - Corte Carpani (it), Belvedere (it), Bodio centrale o delle Monete, Castellaro Lagusello - Fondo Tacoli (it), Fiavé-Lago Carera (it), Frassino (it), Il Sabbione o settentrionale, Isolino Virginia-Camilla-Isola di San Biagio, Lagazzi del Vho (it), Laghetto della Costa (it), Lavagnone (it), Lucone (it), Lugana Vecchia (it), Mercurago, Molina di Ledro, Palù di Livenza – Santissima, San Sivino, Gabbiano (it), Tombola (it), VI.1-Emissario (it) | 47° 16′ 41″ nord, 8° 12′ 29″ est |        |
| 833  | Su Nuraxi de Barumini | Sardaigne                                                                | 1997  | 2,33            | Culturel, (i), (iii), (iv) | 39° 42′ 22″ nord, 8° 59′ 28″ est |        |
| 1200 | Syracuse et la nécropole rocheuse de Pantalica | Sicile                                                                   | 2005  | 898             | Culturel, (ii), (iii), (iv), (vi) | 37° 03′ 32″ nord, 15° 17′ 35″ est |        |
| 1730 | Tradition funéraire dans la Sardaigne préhistorique – Les domus de janas                                                                              | Sardaigne                                                                | 2025  |                 | Culturel, (iii) 27 sites distincts : nécropole d'Anghelu Ruju (it), nécropole de Puttu Codinu (it), nécropole de Monte Siseri (it), complexe fortifié de Monte Baranta (it), nécropole de Mesu 'e Montes (it), sanctuaire de Monte d'Accoddi, nécropole de Su Crucifissu Mannu, domus de janas d'Orto del Beneficio Parrocchiale, domus de janas de Roccia dell’Elefante, nécropole de Li Muri, parc des pétroglyphes-a, parc des pétroglyphes-b, dolmen de Sa Coveccada (it), abri de Luzzanas, nécropole de Sant'Andrea Priu, nécropole de a Pala Larga (de), nécropole de Sos Furrighesos (it), village de Serra Linta, nécropole d'Ispiluncas (it), nécropole de Mandras/Mrandas, nécropole de Brodu (it), nécropole d'Istevéne, grotte Corbeddu (it), Menhir Curru Tundu, abri de Su Forru de is Sinzurreddus et les ateliers d'outils en pierre de Sennixeddu, complexe archéologique de Pranu Mutteddu (it), nécropole de Montessu (it) | 40° 05′ 07″ nord, 8° 57′ 05″ est |        |
| 1026 | Vallée de l'Orcia | Toscane                                                                  | 2004  | 61 188          | Culturel, (iv), (vi) | 43° 04′ 01″ nord, 11° 33′ 00″ est |        |
| 394  | Venise et sa lagune | Vénétie                                                                  | 1987  |                 | Culturel, (i), (ii), (iii), (iv), (v), (vi) | 45° 26′ 02″ nord, 12° 20′ 20″ est |        |
| 1708 | Via Appia. Regina Viarum | Basilicate, Campanie, Latium, Pouilles                                   | 2024  | 4 639,92        | Culturel, (iii), (iv), (vi) Comprend 19 sites distincts. | 41° 17′ 33,8″ nord, 13° 15′ 45,8″ est |        |
| 907  | Villa Adriana (Tivoli) | Latium                                                                   | 1999  | 80              | Culturel, (i), (ii), (iii) | 41° 56′ 38″ nord, 12° 46′ 19″ est |        |
| 1025 | Villa d'Este, Tivoli | Latium                                                                   | 2001  | 4,5             | Culturel, (i), (ii), (iii), (iv), (vi) | 41° 57′ 50″ nord, 12° 47′ 46″ est |        |
| 832  | Villa romaine du Casale | Sicile                                                                   | 1997  | 8,92            | Culturel, (i), (ii), (iii) | 7° 21′ 58″ nord, 14° 20′ 02″ est |        |
| 175  | Villas et jardins des Médicis en Toscane | Toscane                                                                  | 2013  | 125             | Culturel, (ii), (iv), (vi) illas de Cafaggiolo, Il Trebbio, Careggi, Fiesole, Castello, Poggio a Caiano, La Petraia, Cerreto Guidi et La Magia, palais de Seravezza, jardins de Boboli et Pratolino | 43° 57′ 54″ N, 11° 17′ 42″ E 43° 57′ 11″ N, 11° 17′ 13″ E 43° 48′ 32″ N, 11° 14′ 56″ E 43° 48′ 22″ N, 11° 17′ 20″ E 43° 49′ 08″ N, 11° 13′ 41″ E 43° 49′ 05″ N, 11° 03′ 22″ E 43° 49′ 08″ N, 11° 14′ 13″ E 43° 45′ 32″ N, 10° 52′ 44″ E 43° 51′ 07″ N, 10° 58′ 23″ E 43° 59′ 38″ N, 10° 13′ 55″ E 43° 45′ 43″ N, 11° 14′ 53″ E 43° 51′ 29″ N, 11° 18′ 14″ E |        |
| 797  | Ville de Vérone | Vénétie                                                                  | 2000  | 453             | Culturel, (ii), (iv) | 45° 26′ 20″ nord, 10° 59′ 38″ est |        |
| 712  | Ville de Vicence et les villas de Palladio en Vénétie                                                                                                 | Vénétie                                                                  | 1994  | 334             | Culturel, (i), (ii) | 45° 32′ 56″ nord, 11° 32′ 56″ est |        |
| 1024 | Villes du baroque tardif de la vallée de Noto (sud-est de la Sicile)                                                                                  | Sicile                                                                   | 2002  | 113             | Culturel, (i), (ii), (iv), (v) Caltagirone, Catane, Militello in Val di Catania, Modica, Noto, Palazzolo Acréide, Raguse et Scicli | 36° 53′ 35″ nord, 15° 04′ 08″ est |        |
| 831  | Vallée des Temples - Zone archéologique d'Agrigente                                                                                                   | Sicile                                                                   | 1997  | 934             | Culturel, (i), (ii), (iii), (iv) | 37° 17′ 24″ nord, 13° 35′ 35″ est |        |
| 825  | Zone archéologique et la basilique patriarcale d'Aquilée                                                                                              | Frioul-Vénétie Julienne                                                  | 1998  | 155             | Culturel, (iii), (iv), (vi) | 45° 46′ 05″ nord, 13° 22′ 05″ est |        |
| 829  | Zones archéologiques de Pompéi, Herculanum et Torre Annunziata                                                                                        | Campanie                                                                 | 1997  | 98              | Culturel, (iii), (iv), (v) | 40° 45′ 00″ nord, 14° 28′ 59″ est |        |
| 1133 | Forêts primaires de hêtres des Carpates et d'autres régions d'Europe                                                                                  | Abruzzes, Basilicate, Émilie-Romagne, Latium, Pouilles                   | 2017  | 58 353,04       | Naturel, (ix) Site transfrontalier avec l'Albanie, l'Allemagne, l'Autriche, la Belgique, la Bosnie-Herzégovine, la Bulgarie, la Croatie, l'Espagne, la France, la Macédoine du Nord, la Pologne, Roumanie, la Slovaquie, la Slovénie, la Suisse, la Tchéquie et l'Ukraine. 8 sites en Italie : Sasso Fratino (it) • forêts de Val Cervara (it), Coppo Vademogna, Coppo del Principe, Coppo del Morto et Val Fondillo (it) • forêts de Monte Cimino (it) et Monte Raschio (it) • Cozzo Ferriero • parc national du Gargano • Pavari-Sfilzi (it) • Pollinello • Valle Infernale | |        |
| 908  | Isole Eolie (Îles Éoliennes) | Sicile                                                                   | 2000  | 1 216           | Naturel, (viii) | 38° 29′ 17″ nord, 14° 56′ 46″ est |        |
| 1692 | Karst et grottes évaporitiques de l'Apennin du Nord                                                                                                   | Émilie-Romagne                                                           | 2023  | 3 680           | Naturel, (viii) Comprend 9 sites : Alta Valle secchia, Bassa collina reggiana, Gessi di Zola predosa, Gessi Bolognesi, Vena del Gesso Romagnola (it) - Monte Penzola, Vena del Gesso Romagnola - Monte Casino, Vena del Gesso Romagnola – Monte Mauro (it), Evaporiti di san Leo et Gessi di onferno | 44° 22′ 47,8″ nord, 10° 23′ 20,1″ est |        |
| 1237 | Les Dolomites | Trentin-Haut-Adige, Vénétie                                              | 2009  | 141 903         | Naturel, (vii), (viii) | 46° 36′ 47″ nord, 12° 09′ 47″ est |        |
| 1427 | Mont Etna | Sicile                                                                   | 2013  | 19 237          | Naturel, (viii) | 37° 45′ 22″ nord, 14° 59′ 49″ est |        |
| 1090 | Monte San Giorgio | Lombardie                                                                | 2003  | 1 089           | Naturel, (viii) Site transfrontalier avec la Suisse | 45° 53′ 20″ nord, 8° 54′ 50″ est |        |

### Liste indicative

#### Sites actuels
Les sites suivants sont inscrits sur la liste indicative à la mi-2023.
| Site                                                                                     | Régions                                                                        | Type                                       | Date | Lien | Notes | Coordonnées | Illus. |
| ---------------------------------------------------------------------------------------- | ------------------------------------------------------------------------------ | ------------------------------------------ | ---- | ---- | --- | --- | ------ |
| Les Alpes de la Méditerranée                                                             | Ligurie, Piémont                                                               | Naturel (viii)                             | 2017 | 6181 | Proposition transfrontalière conjointe avec la France et Monaco ; inclut le Marittime-Mercantour, proposé dès 2013. Le site italien comprendrait 4 zones protégées : - Parc naturel des Alpes maritimes - Parc naturel régional des Alpes ligures (it) - Monts Grammondo et Abellio - Portion maritime face à Vintimille | 44° 13′ 23″ nord, 7° 19′ 44″ est 44° 00′ 25″ nord, 7° 41′ 42″ est 43° 53′ 24″ nord, 7° 34′ 30″ est 43° 47′ nord, 7° 36′ est |        |
| Archipel de La Maddalena et îles des bouches de Bonifacio                                | Sardaigne                                                                      | Naturel (vii), (ix), (x)                   | 2006 | 2028 | | 41° 13′ 12″ nord, 9° 23′ 20″ est                                                                                            |        |
| Le bassin du marbre de Carrare                                                           | Toscane                                                                        | Mixte (ii), (vi), (vii), (viii), (ix), (x) | 2006 | 5004 | | 44° 04′ 59″ nord, 10° 06′ 00″ est                                                                                           |        |
| Biodiversité marcine éocène de la vallée de l'Alpone                                     | Vénétie                                                                        | Naturel (viii)                             | 2021 | 6539 | | |        |
| Bradyséisme des champs Phlégréens                                                        | Campanie                                                                       | Naturel (vii), (viii), (x)                 | 2006 | 2030 | | 40° 49′ 37″ nord, 14° 08′ 20″ est                                                                                           |        |
| Cascade des Marmore et Valnerina : sites monastiques et anciens travaux de poldérisation | Ombrie                                                                         | Culturel (i), (iv), (v), (vi)              | 2006 | 2031 | | 42° 32′ 38″ nord, 12° 43′ 16″ est                                                                                           |        |
| Cathédrale de Stilo et complexes basiliens-byzantins                                     | Calabre                                                                        | Culturel (ii), (iii), (iv)                 | 2006 | 1150 | | 38° 28′ 48″ nord, 16° 28′ 05″ est                                                                                           |        |
| Citadelle d'Alessandria                                                                  | Piémont                                                                        | Culturel (ii), (iii), (iv)                 | 2006 | 5013 | | 44° 55′ 16″ nord, 8° 36′ 14″ est                                                                                            |        |
| Grottes karstiques préhistoriques des Pouilles                                           | Pouilles                                                                       | Culturel (i), (ii), (iii)                  | 2006 | 5011 | Grottes Romanelli (it), des Vénus et des Cerfs (it) | 40° 00′ 58″ nord, 18° 25′ 59″ est 40° 04′ 12″ nord, 18° 06′ 50″ est 40° 04′ 59″ nord, 18° 29′ 06″ est                       |        |
| Île d'Asinara                                                                            | Sardaigne                                                                      | Naturel (vii), (ix), (x)                   | 2006 | 5002 | | 41° 04′ 01″ nord, 8° 16′ 01″ est                                                                                            |        |
| Île de Motyé et Lilybée : la civilisation phénico-punique en Italie                      | Sicile                                                                         | Culturel (iii), (iv), (vi)                 | 2006 | 2029 | | 37° 52′ 12″ nord, 12° 28′ 08″ est                                                                                           |        |
| Jardin botanique Hanbury                                                                 | Ligurie                                                                        | Culturel (ii), (iv)                        | 2006 | 336  | | 43° 46′ 59″ nord, 7° 33′ 22″ est                                                                                            |        |
| Massif du Mont-Blanc                                                                     | Vallée d'Aoste                                                                 | Naturel (vii), (viii), (ix), (x)           | 2008 | 5265 | Site transfrontalier avec la France et la Suisse | 45° 49′ 59″ nord, 6° 51′ 50″ est                                                                                            |        |
| Monuments nuragiques de Sardaigne                                                        | Sardaigne                                                                      | Culturel (iii), (iv), (v)                  | 2021 | 6557 | La proposition comprend 31 sites distincts et étendrait le site de Su Nuraxi, inscrit depuis 1997 | |        |
| Le Murge d'Altamura                                                                      | Pouilles                                                                       | Mixte (iii), (vii), (viii)                 | 2006 | 5009 | | 40° 52′ 59″ nord, 16° 46′ 01″ est                                                                                           |        |
| Orvieto                                                                                  | Ombrie                                                                         | Culturel (i), (iv), (v)                    | 2006 | 344  | | 42° 43′ 01″ nord, 12° 06′ 00″ est                                                                                           |        |
| Le paysage culturel de Civita di Bagnoregio                                              | Latium                                                                         | Culturel (iii), (vii), (viii)              | 2017 | 6182 | | |        |
| Le paysage culturel des établissements bénédictins de l'Italie médiévale                 | Émilie-Romagne                                                                 | Culturel (iii), (vii), (viii)              | 2016 | 6107 | 9 édifices monastiques : Subiaco, Sacro Speco, Mont-Cassin, Saint-Vincent du Volturne, Civate, Saint-Michel-de-la-Cluse, San Vittore alle Chiuse, Sant'Angelo in Formis, Farfa | |        |
| Pelagos : le sanctuaire des mammifères marins                                            | Ligurie, Sardaigne, Toscane                                                    | Naturel (vii), (ix), (x)                   | 2006 | 2032 | | 43° 20′ 17″ nord, 8° 39′ 32″ est                                                                                            |        |
| Région des lacs Majeur et d'Orta                                                         | Piémont                                                                        | Culturel (ii), (vi)                        | 2006 | 325  | | 45° 54′ 18″ nord, 8° 34′ 59″ est                                                                                            |        |
| Salento et le « Barocco leccese »                                                        | Pouilles                                                                       | Culturel (i), (iii), (iv)                  | 2006 | 1149 | | 40° 21′ 18″ nord, 18° 10′ 23″ est                                                                                           |        |
| Sulcis-Iglesiente                                                                        | Sardaigne                                                                      | Naturel (ix), (x)                          | 2006 | 5003 | | 39° 06′ 00″ nord, 8° 43′ 01″ est                                                                                            |        |
| Le système des ville-fattoria du Chianti Classico                                        | Toscane                                                                        | Culturel (iii), (iv), (v)                  | 2023 | 6654 | | 43° 35′ nord, 11° 19′ est                                                                                                   |        |
| Théâtres historiques des Marches                                                         | Marches                                                                        | Culturel (iii), (iv), (vi)                 | 2021 | 6556 | La proposition comprend 61 théâtres distincts. | |        |
| La transhumance : le chemin royal des bergers                                            | Abruzzes, Campanie, Molise, Pouilles                                           | Mixte (ii), (iii), (x)                     | 2006 | 5005 | | 41° 28′ 59″ nord, 14° 28′ 01″ est                                                                                           |        |
| La vallée de l'Aniene et la Villa Gregoriana à Tivoli                                    | Latium                                                                         | Culturel (i), (ii), (iii), (iv)            | 2006 | 5008 | | 41° 57′ 58″ nord, 12° 48′ 04″ est                                                                                           |        |
| Via Francigena d'Italia                                                                  | Campanie, Émilie-Romagne, Latium, Lombardie, Pouilles, Toscane, Vallée d'Aoste | Culturel (iii), (vii), (viii)              | 2019 | 6382 | La proposition comprend plusieurs segments du chemin de pèlerinage, d'Aoste à Rome | |        |
| Villas de la nobilité papale                                                             | Latium                                                                         | Culturel (i), (ii), (iii), (iv)            | 2006 | 351  | Villas Aldobrandini, Falconieri, Farnèse, Giustiniani Odescalchi, Grazioli (it), Lancellotti, Lante, Mondragone, Muti (it), Parisi (it), Sora (it), Torlonia et Tuscolana, jardins de Bomarzo, palais Chigi. | |        |
| Volterra : ville historique et paysage culturel                                          | Toscane                                                                        | Culturel (iv), (v)                         | 2006 | 5006 | | 43° 24′ 00″ nord, 10° 51′ 58″ est                                                                                           |        |

#### Anciens sites
Les sites suivants ont été proposés à la liste indicative avant d'en être retirés sans avoir conduit à une inscription au patrimoine mondial.
| Site                                                                         | Date      | Lien                                                                       | Notes | Coordonnées | Illus. |
| ---------------------------------------------------------------------------- | --------- | -------------------------------------------------------------------------- | --- | ----------- | ------ |
| Cathédrales romanes des Pouilles                                             | 2006-2021 | Basilique Saint-Nicolas de Bari, cathédrales de Molfetta, Otrante et Troia | 41° 07′ 48″ nord, 16° 52′ 12″ est 41° 12′ 14″ nord, 16° 36′ 00″ est 40° 08′ 46″ nord, 18° 29′ 28″ est 41° 21′ 40″ nord, 15° 18′ 32″ est |             |        |
| Centre historique de Lucques                                                 | 2006-2021 |                                                                            | 43° 51′ 00″ nord, 10° 31′ 01″ est |             |        |
| Centre historique de Parme                                                   | 2006-2021 |                                                                            | 44° 48′ 00″ nord, 10° 19′ 59″ est |             |        |
| Centre historique de Pavie et chartreuse                                     | 2006-2021 |                                                                            | 45° 11′ 06″ nord, 9° 09′ 18″ est 45° 15′ 25″ nord, 9° 08′ 53″ est                                                                       |             |        |
| Chapelle des Scrovegni                                                       | Vénétie   | 2006-2021                                                                  | 45° 24′ 43″ nord, 11° 52′ 44″ est |             |        |
| Étangs du golfe d'Oristano et île de Mal di Ventre                           | 2006-2021 |                                                                            | 39° 58′ 05″ nord, 8° 26′ 10″ est |             |        |
| Paléosurfaces paléolithiques inférieures d'Isernia-La Pineta et Notarchirico | 2006-2021 |                                                                            | 41° 35′ 38″ nord, 14° 13′ 48″ est |             |        |
| Parc national de la Sila                                                     | 2012-2021 |                                                                            | 39° 22′ 01″ nord, 16° 30′ 00″ est |             |        |
| Taormine et Isola Bella                                                      | 2006-2021 |                                                                            | 37° 51′ 11″ nord, 15° 17′ 17″ est |             |        |
| Ville de Bergame                                                             | 2006-2021 |                                                                            | 45° 42′ 00″ nord, 9° 39′ 58″ est |             |        |
| Ville forteresse de Palmanova                                                | 2006-2021 |                                                                            | 45° 54′ 00″ nord, 13° 19′ 01″ est |             |        |